# Даръа
Даръа́ (араб. درعا‎ — «крепость»; устар. передача Деръа́) — город на юго-западе Сирии, неподалёку от границы с Иорданией. Административный центр мухафазы Даръа.

## История
Один из древних городов Сирии. Идентифицируется с библейским городом Едреи, одной из двух столиц Ога, царя земли Васан. После завоевания Селевкидского царства город принадлежал Римской, затем Византийской империи. Рядом с Даръя находится деревня Тубна.
В 636 году был завоеван арабами; Даръа (Азри’ат — название VII века) — один из первых византийских городов, согласившихся выплачивать подушную подать арабам-мусульманам в лице Язида ибн Абу Суфьяна (605—639), старшего брата Муавии I.
С XIII по XX век город входил в состав Османской империи.
В 1917 году в ходе Арабского восстания в Даръа был кратковременно пленён турецкими войсками британский офицер Лоуренс Аравийский, что нашло отражение в главе 80 его книги «Семь столпов мудрости».
Весной 2011 года в городе вспыхнуло восстание, центром которого стала мечеть Омари в старой части города. 12 июля 2018 года правительственная сирийская армия путём дипломатических переговоров без боя вернула контроль над городом.

## Климат
| Показатель                    | Янв. | Фев. | Март | Апр. | Май  | Июнь | Июль | Авг. | Сен. | Окт. | Нояб. | Дек. |
| ----------------------------- | ---- | ---- | ---- | ---- | ---- | ---- | ---- | ---- | ---- | ---- | ----- | ---- |
| Средний суточный максимум, °C | 13,8 | 15,5 | 19,5 | 24,1 | 29   | 32,3 | 34,2 | 34,1 | 31,9 | 27,8 | 21,2  | 15,8 |
| Средняя температура, °C       | 8,5  | 9,9  | 13,1 | 17,1 | 21,5 | 24,4 | 26   | 26,1 | 24,3 | 21,1 | 15    | 10,2 |
| Средний суточный минимум, °C  | 3,8  | 4,7  | 7,1  | 10,2 | 13,9 | 16,7 | 18,5 | 19,2 | 17,7 | 15,1 | 9,6   | 5,3  |
| Норма осадков, мм             | 57   | 57   | 40   | 20   | 8    | 1    | 0    | 0    | 2    | 11   | 26    | 41   |
| Источник: Climate-Data.org    |      |      |      |      |      |      |      |      |      |      |       |      |